# Хоакін Балагер
Хоакін Балагер (ісп. Joaquín Balaguer; 1 вересня 1906 — 14 липня 2002) — Домініканський державний і політичний діяч, президент країни з 1960 до 1962, з 1966 до 1978 та з 1986 до 1996 року.

## Життєпис
Походив родом з заможної родини каталонського походження. У 1929 році закінчив юридичний факультет Університету Санто-Домінго, згодом навчався в Університеті Париж I Пантеон-Сорбонна
У 1930 році брав участь у поваленні президента Орасіо Васкеса. За режиму Трухільйо займав важливі політичні пости:
- 1932—1933 — перший секретар посольства в Іспанії,
- 1933—1934 — перший секретар посольства у Франції,
- 1934—1935 — знову перший секретар посольства в Іспанії,
- 1935—1936 — заступник міністра народної освіти та культури,
- 1936—1937 — заступник керівника канцелярії президента,
- 1937 — заступник міністра закордонних справ,
- 1938 — професор конституційного та цивільного права в Університеті Санто-Домінго,
- 1940—1947 — посол в Колумбії та Еквадорі,
- 1947—1949 — посол у Мексиці,
- 1949—1955 — міністр освіти,
- 1953—1955 — міністр закордонних справ Домініканської Республіки.
- 1957—1960 — віцепрезидент Домініканської Республіки.

Вперше зайняв пост президента 1960 року. До вбивства Рафаеля Трухільйо 1961 року Балагер лише формально був президентом країни. Після цього він спробував лібералізувати уряд. Влітку 1961 в країні почались страйки й антиурядові демонстрації. Балагер кинув на їх придушення збройні сили, але це не допомогло. Тому президент був змушений переховуватись у США.
Після закінчення військової інтервенції й усунення від влади Хуана Боша Балагер повернувся на батьківщину. 1 червня 1966 року його було обрано президентом від створеної ним Реформістської партії. 1970 та 1974 років Балагер переобирався повторно, утім 1978 програв вибори опозиційній партії. 1986 року йому знову вдалось виграти вибори, 1990 та 1994 знову був переобраний. Політика, яку він провадив, спричинила економічну нестабільність і зростання зовнішнього боргу, після чого Балагер був змушений призначити вибори на 1996 рік, перемогу на яких здобув Леонель Фернандес Рейна.
Помер у 95-річному віці через серцеву недостатність.